# Lennart Brunander
Kurt Lennart Brunander (i riksdagen kallad Brunander i Rävlanda), född 19 april 1936 i Sätila församling i Älvsborgs län, är en svensk politiker (centerpartist). Han var ordinarie riksdagsledamot 1979–1998, invald för Älvsborgs läns södra valkrets. Till yrket är han lantbrukare.

## Biografi
Lennart Brunander är son till lantbrukaren Hilding Brunander och Alice Andersson. Han gifte sig 1963 med Gull-Britt Nyberg (1941–2021). Han var ledamot av kommunfullmäktige i Marks kommun 1971–1982 samt ledamot av Älvsborgs läns landsting 1974–1979.
Senare blev han aktiv i Centerpartiet på lokal nivå. Han driver en mjölkgård samt var förtroendevald i Marks kommun bland annat som vice ordförande samt senare som ordförande i kommunfullmäktige.
Lennart Brunander var en av få politiker i Uppdrag gransknings uppmärksammade valstugereportage från 2002 som försökte bemöta de rasistiska åsikter som reportern med den dolda kameran uttryckte. Han har dessutom genom att vara aktiv inom Centerpartiets internationella stiftelse arbetat med andra frågor kring mänskliga rättigheter, såsom apartheid, då han var valobservatör i Sydafrikas första fria val.
Utöver politiken har han också varit aktiv inom idrotten både som ledare och som utövare. I slutet av 1990-talet fram till en bit in i 2000-talet var han ledamot i basketbollsförbundets förbundsstyrelse.